# Latomus
Latomus est une revue scientifique belge fondée en 1937 par Marc-Antoine Kugener, Léon Herrmann et Marcel Renard. Elle est publiée par la Société d'études latines de Bruxelles, et paraît quatre fois par an, formant annuellement un tome de 1 000 à 1 200 pages. Elle publie des articles, des variétés et discussions, des notes de lecture, des comptes rendus, des notices bibliographiques et des informations pédagogiques, contenant une riche documentation, souvent inédite et abondamment illustrée.
La revue dispose d'un comité de rédaction et de lecture, et reçoit l'aide de la Fondation universitaire, ainsi que du ministère de la Communauté française de Belgique. Les langues utilisées dans les articles sont le français, l'anglais, l'allemand, l'espagnol, l'italien et le latin.